# Schönauer Park
Der Schönauer Park ist ein Landschaftspark im Leipziger Ortsteil Schönau. Er entstand aus einem Rittergutspark und dient heute insbesondere der Naherholung der Bewohner der nordöstlichen Teile der Plattenbausiedlung Grünau. Der Park steht unter Denkmalschutz.

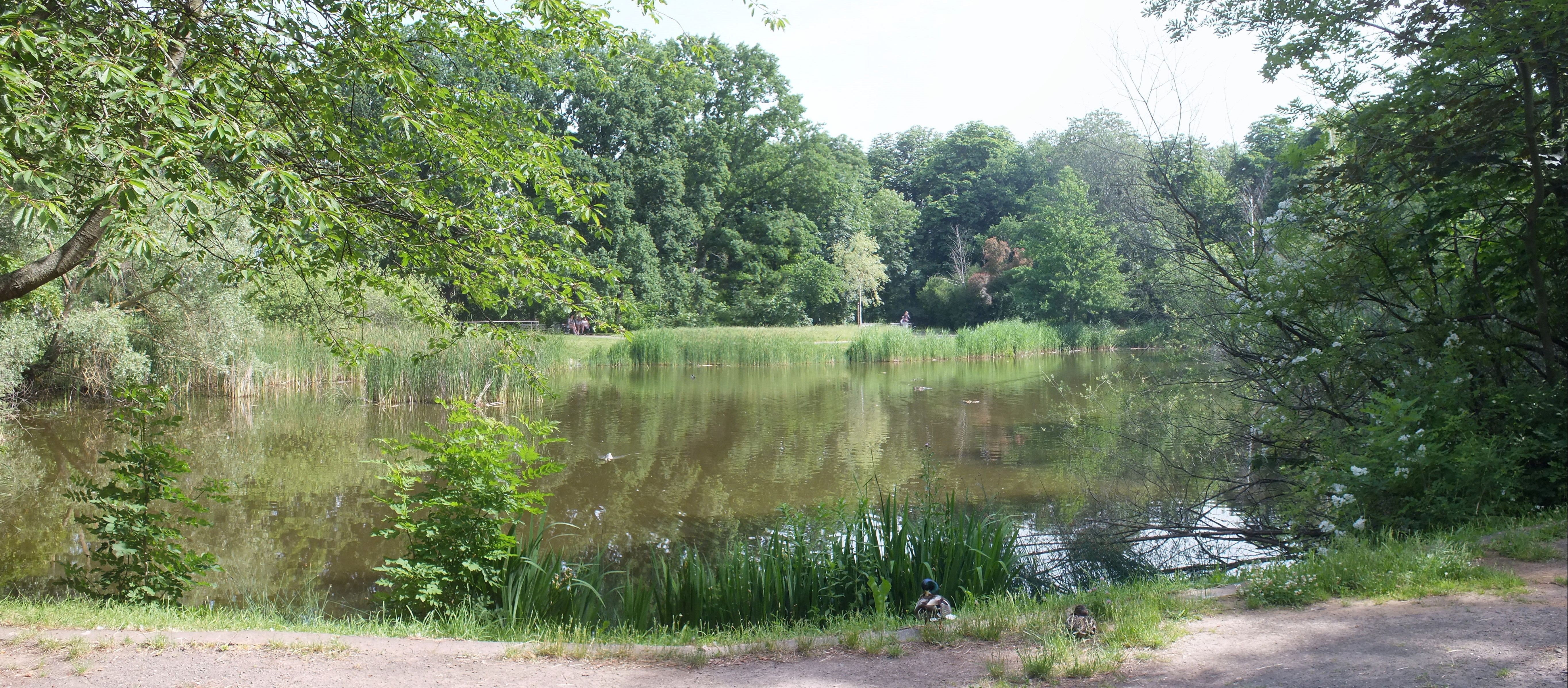
Teich im Schönauer Park (2021)

## Lage und Beschreibung
Der Schönauer Park wird im Süden begrenzt von der Lützner Straße und im Westen und Norden von der Schönauer Straße. Im Osten bildet im südlichen Teil der zum Flächennaturdenkmal „Schönauer Sumpflache“ fließende Schönauer Sumpfgraben die Grenze. Der nahezu rechteckige Park misst in Nord-Süd-Richtung etwa 450 Meter und in Ost-West-Richtung 300 Meter bei einer Gesamtfläche von 14 Hektar.
Die beiden Haupteingänge liegen im Westen und im Süden. Der Westeingang mit einer doppelreihigen, 52 Meter langen Pergola markiert die ehemalige Lage des Gutshauses. Der Südeingang von der Lützner Straße her liegt gegenüber der mit vier Lindenreihen bestandenen und in die Nähe des Robert-Koch-Parks führenden Parkallee.

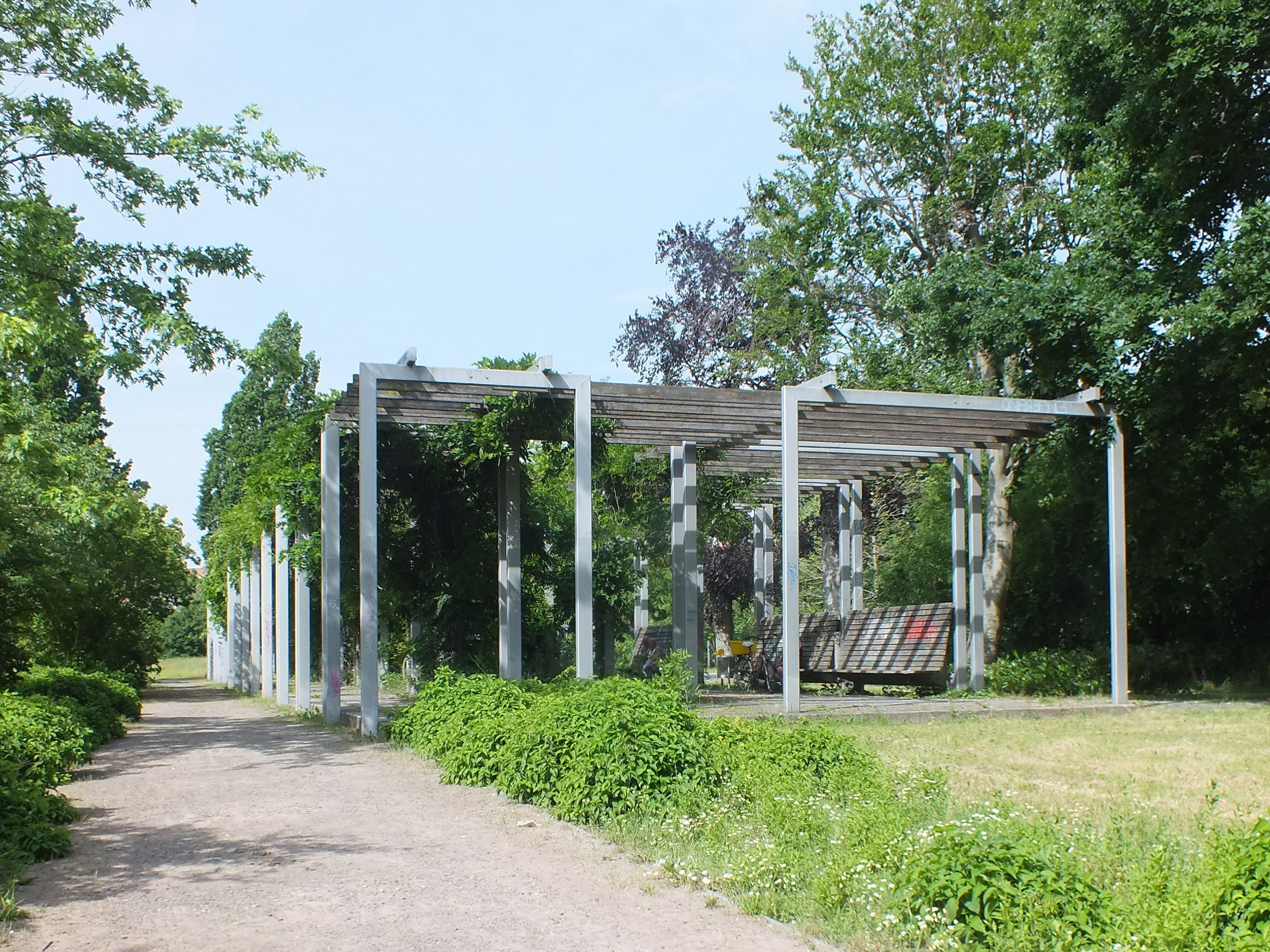
Doppelpergola am Westeingang
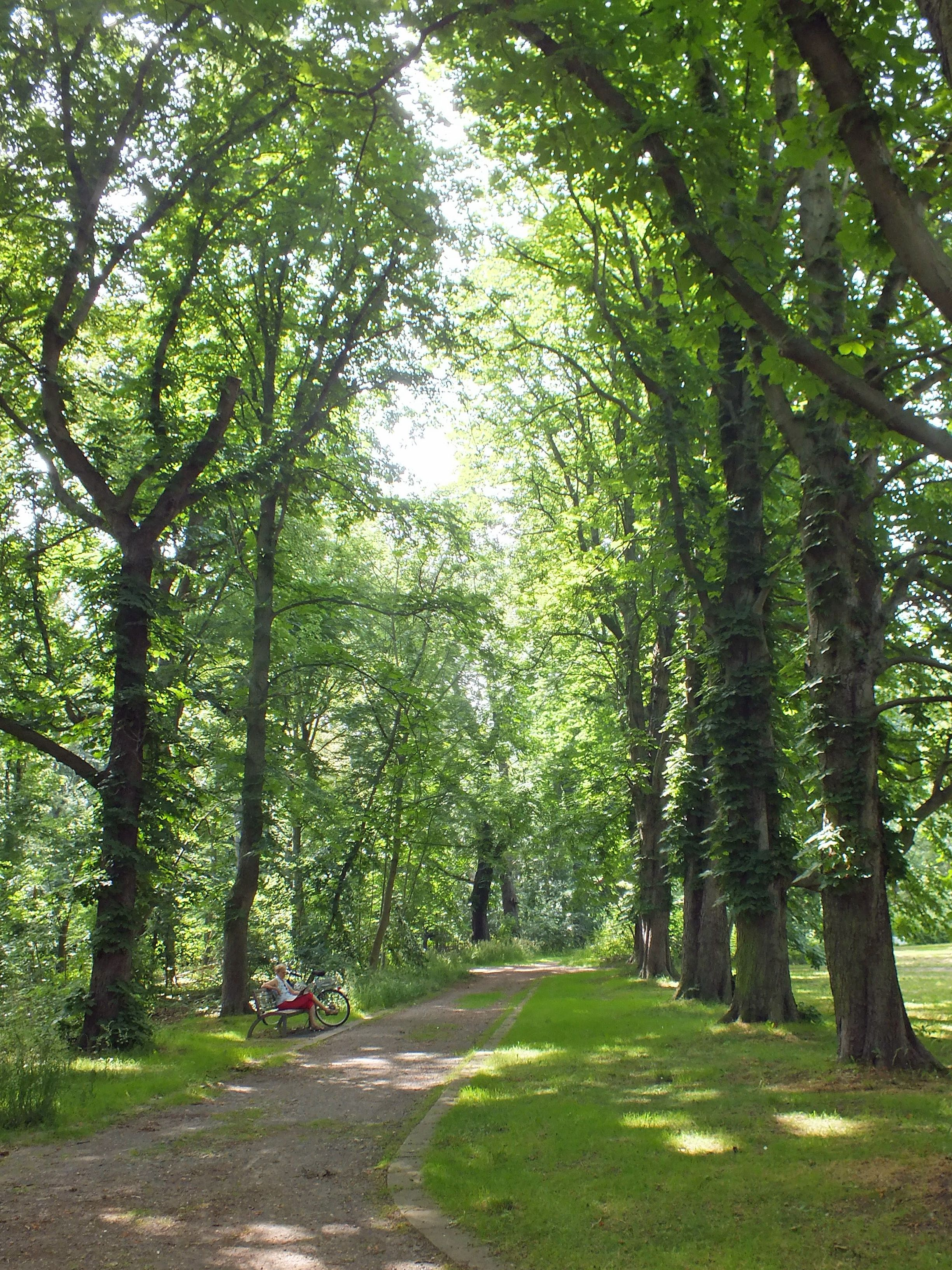
Alte Allee
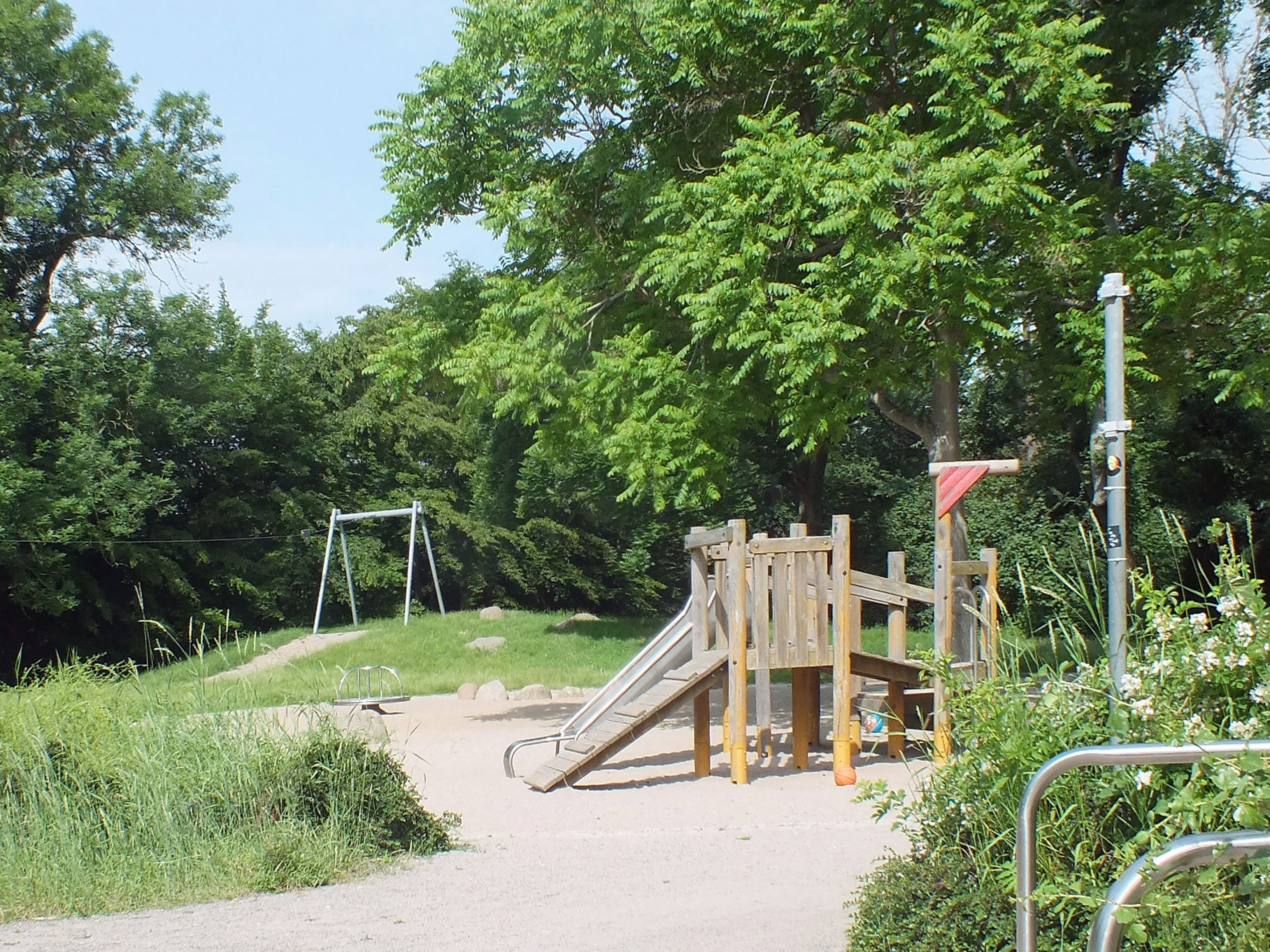
Kinderspielplatz
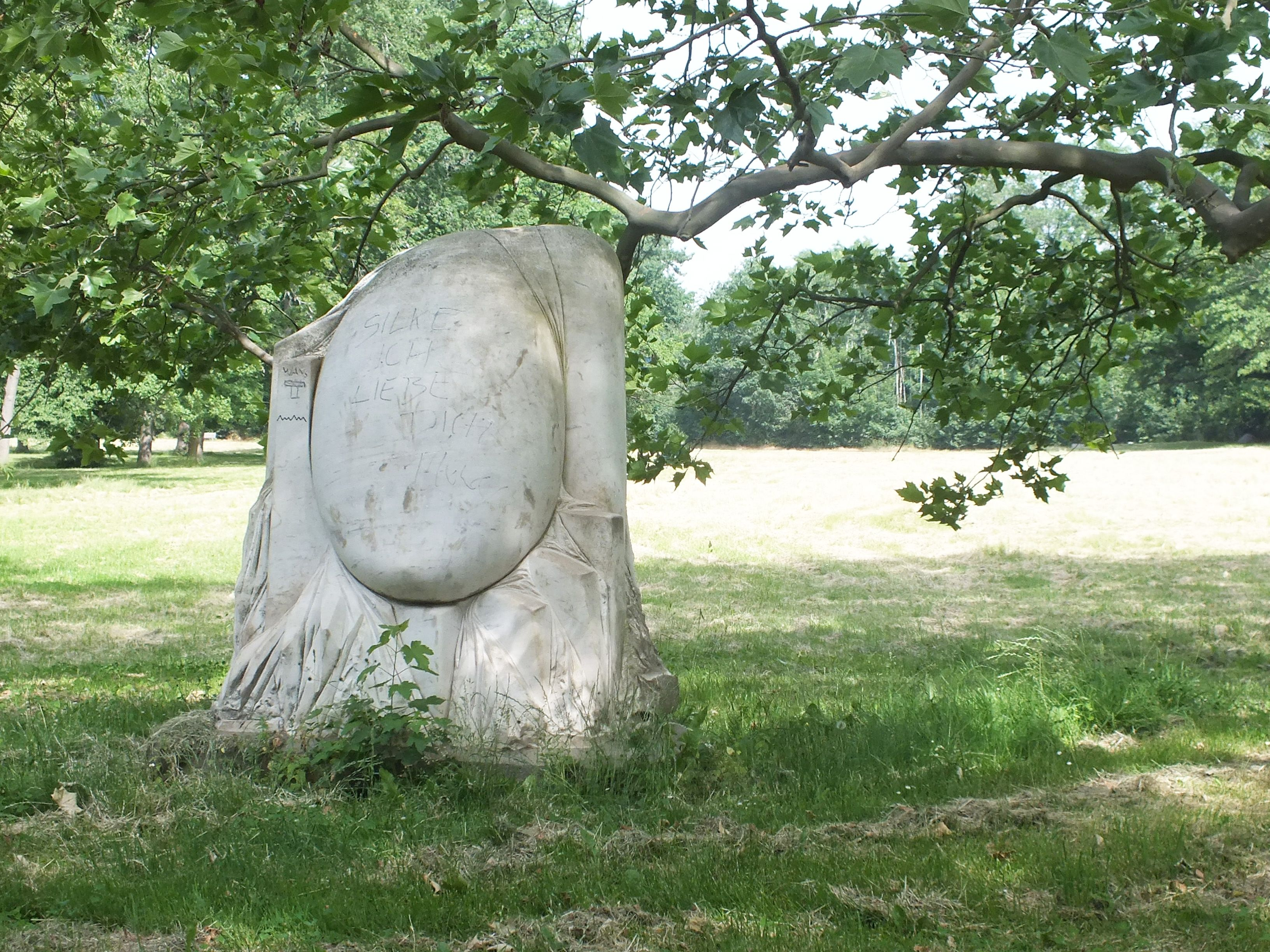
Eine der drei Steinplastiken

Als Parkwege finden sich sowohl geradlinige Alleen als auch geschwungene Wege. Wesentliches Merkmal des Schönauer Parks ist der Bestand an Altbäumen aus der Zeit als Gutspark, wobei ausgefallene Arten wie Ginkgo, Hängesilberlinde, Gelbkiefer oder Esskastanie auf das Status- und Repräsentationsbedürfnis der Gutsbesitzer zurückzuführen sind. Wiesenflächen wechseln sich mit Waldbereichen ab. Im Nordteil des Parks liegt ein 2620 m² großer Teich. Ihm schließt sich ein Kinderspielplatz unter anderem mit Rutschpodest, Sandspielfläche, Seilbahn und Rodelhügel an.
Im südlichen Parkteil stehen drei Steinplastiken in freier Gestaltung mit dem Sammelnamen „Erinnerung an einen Sonnentag“, bei deren Betrachtung „man seinen Gedanken freien Lauf lassen kann“. Zwei von ihnen stammen von Peter Makolies und eine von Klaus-Dieter Köhler.

## Geschichte
Für das etwa sechs Kilometer westlich von Leipzig gelegene Dorf Schönau wurde 1517 erstmals ein Vorwerk erwähnt, das später zum Rittergut wurde. Nach zahlreichen Besitzerwechseln kam es 1786 an den Leipziger Kaufmann Caspar Dietrich Reinhard Schmidt, der im Folgejahr das Herrenhaus neu errichten ließ. Durch Heirat von Schmidts Enkelin wurde die Familie Müller Besitzer des ab 1858 als Rittergut bezeichneten Anwesens.

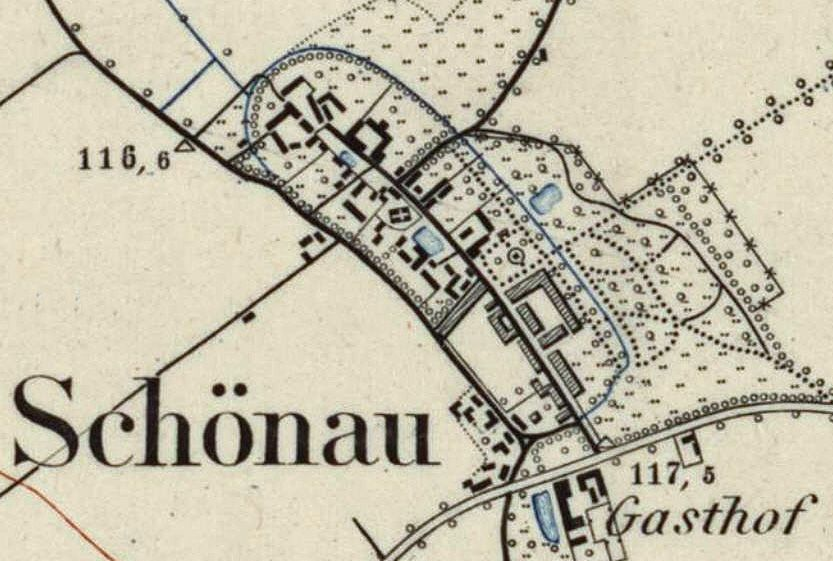
Schönau 1897 mit dem Gutspark
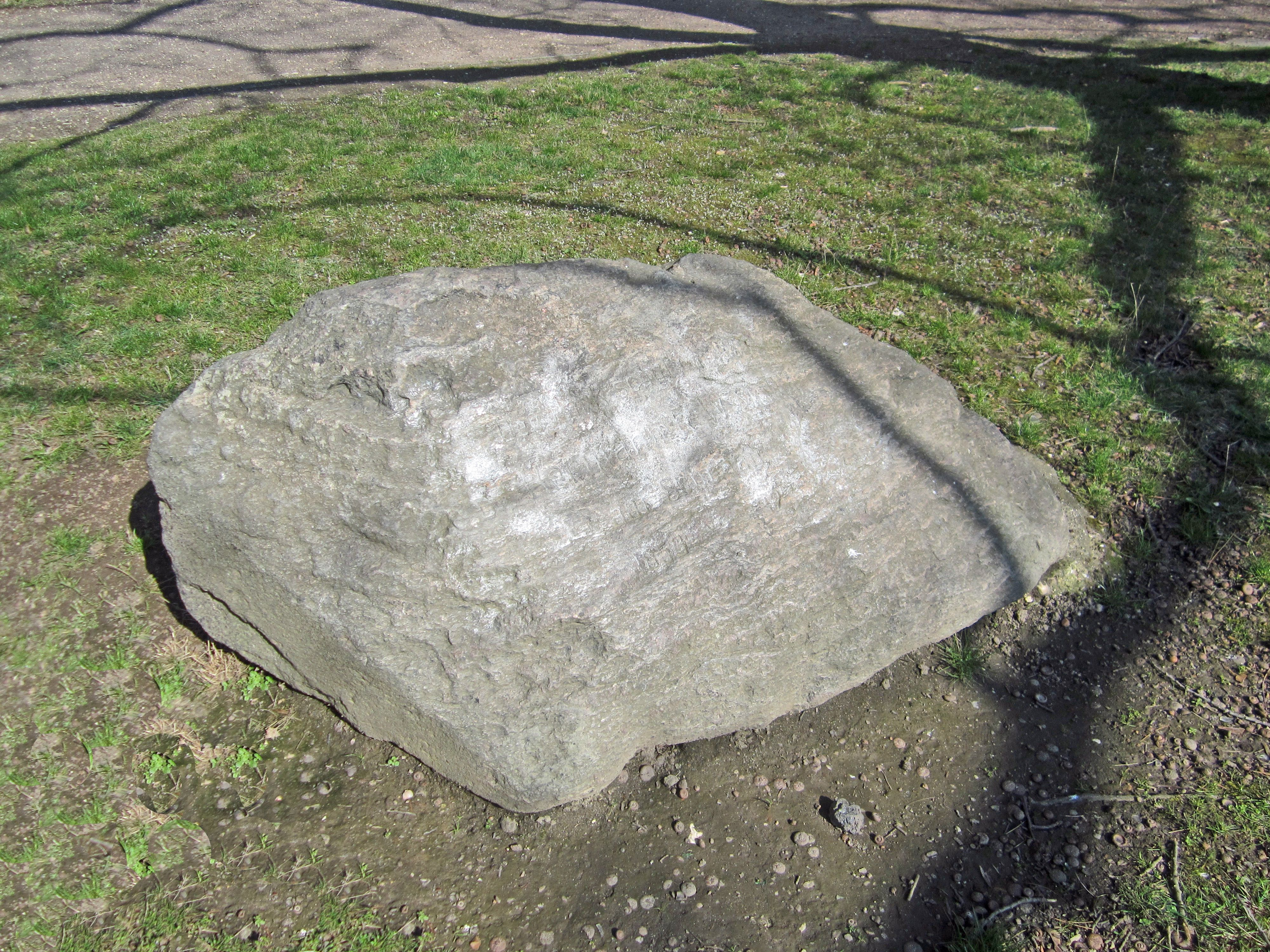
Stein zur Parkgründung
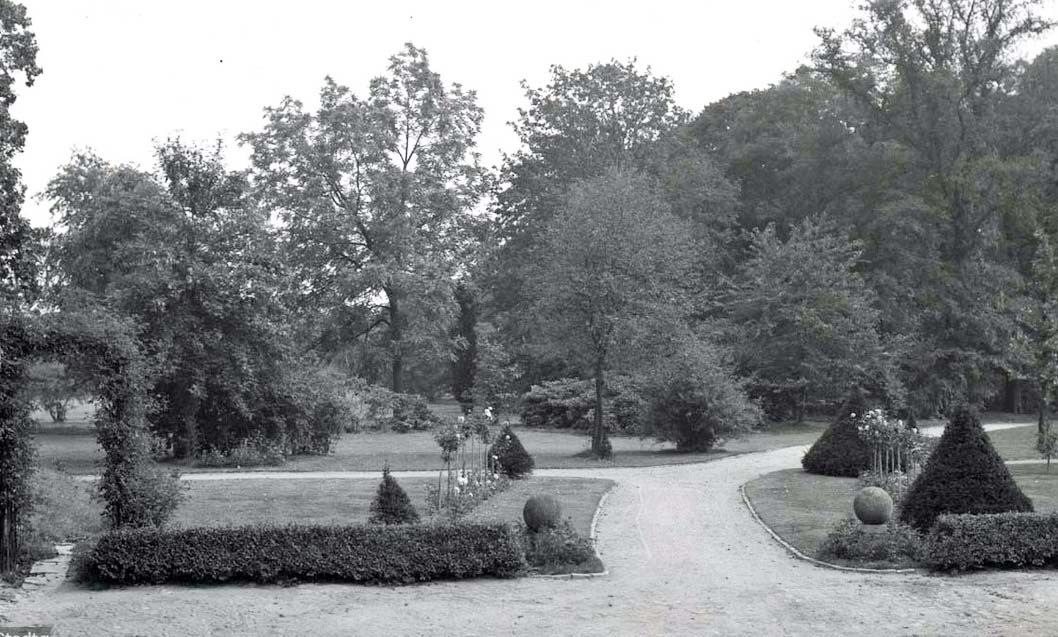
Der Rittergutspark Schönau 1938

Ende des 19. Jahrhunderts wurde der östlich des Gutes liegende Garten zu einem Park umgestaltet und erweitert, Wege und Alleen angelegt und zahlreiche verschiedenartige Bäume gepflanzt. Ein stark verwitterter Stein zur Parkgründung bezieht sich auf das Jahr 1885. Nachdem Schönau 1930 nach Leipzig eingemeindet worden war, kaufte 1937 die Stadt Leipzig das Gut samt Park, weil sie die zugehörigen Felder zur Anlage des Lindenauer Hafens benötigte. Sie sanierte das Herrenhaus und pflegte den Park.
Als in den 1970er Jahren die Großwohnsiedlung Grünau entstand, speziell der Wohnkomplex 5.1, musste ein Großteil des alten Schönau weichen, auch das Rittergut, das 1979 abgerissen wurde. Der Park wurde zum Naherholungsgebiet der Grünauer. Es entstand der Kinderspielplatz und mit den drei Steinplastiken „Erinnerung an einen Sonnentag“ wurde 1988/1989 versucht, Kunst in den Park zu integrieren. 2002 entstand der Pergola-Eingang.